# La tomba di Hutten
La tomba di Hutten (Huttens Grab) è un dipinto di Caspar David Friedrich realizzato nel 1823-1824. L'opera è esposta nel castello della città di Weimar, che a sua volta rientra nell'istituzione culturale Klassik Stiftung Weimar.

## Descrizione

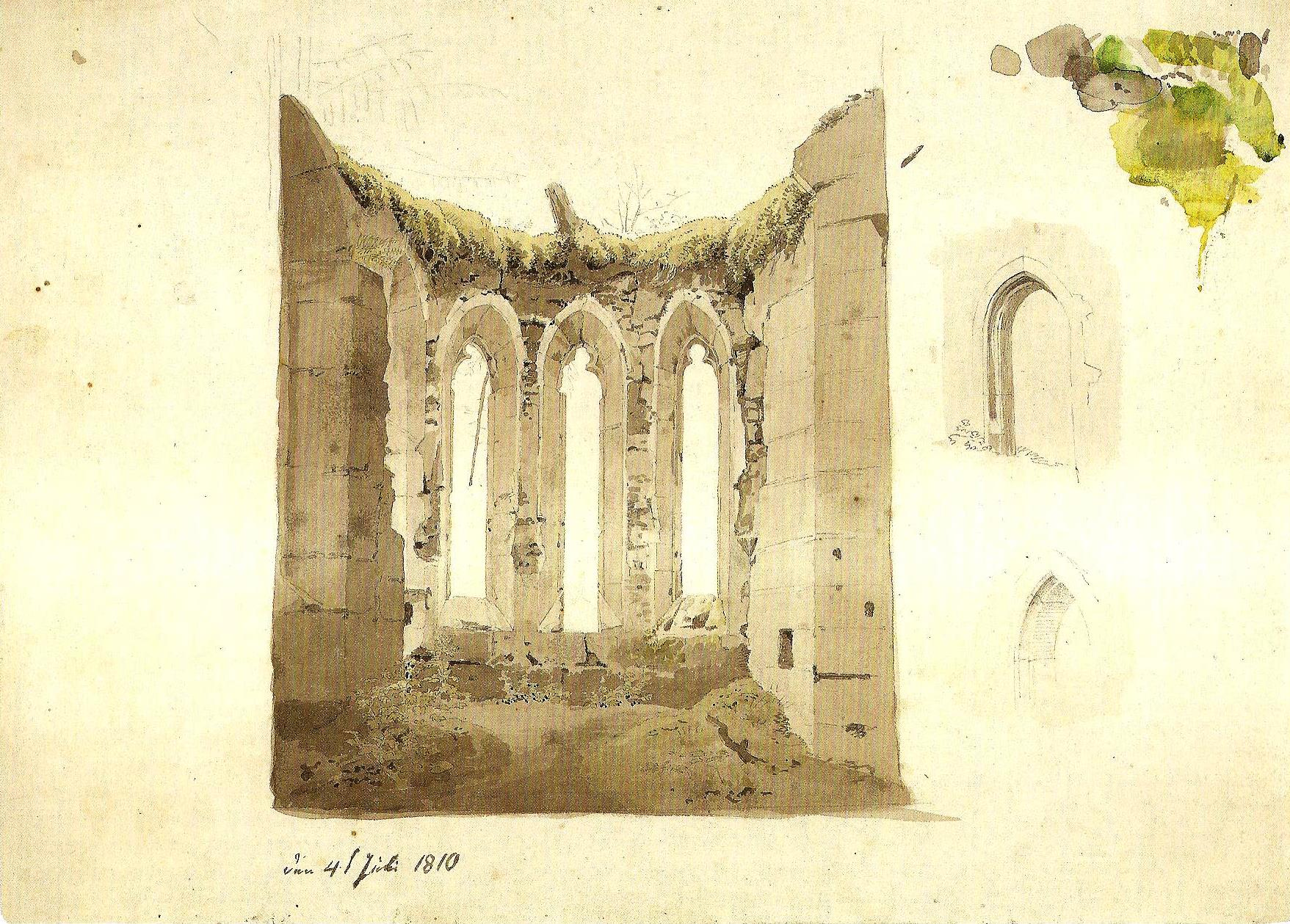
Uno schizzo ad acquerello per le rovine della chiesa gotica.

Dipinto con delle tonalità marroni, il quadro mostra un sarcofago di pietra nelle rovine del coro di una chiesa gotica (per la quale l'artista si ispirò al monastero di Oybin, in Sassonia). Accanto al sarcofago, un uomo in uniforme con un berretto tipico del Rinascimento tedesco si appoggia alla sua spada. Le pareti delle rovine sono ricoperte dalla vegetazione. All'interno del coro crescono dei fiori bianchi, dei cespugli, un cardo e, in primo piano a destra, si erge un albero secco.
Il coperchio del sarcofago è rotto. Attraverso la crepa volano delle farfalle. Di fronte all'uomo, su una mensola, si trova una scultura della santa francese Fede di Agen, senza testa. Il piedistallo con un elmo sopra il sarcofago reca l'iscrizione "Hutten“. Sulla parte anteriore del sarcofago, in caratteri piccoli, si leggono i nomi di alcune figure della cultura e della politica tedesche: "Jahn 1813“, "Arndt 1813“, "Stein 1813“, "Görres 1821“, "D… 1821“ e "F. (sic) Scharnhorst“. È probabile che la "F" accanto al nome di Gerhard von Scharnhorst sia da intendere come Freiheitkrieger, ossia "cavaliere della Libertà".
Le aperture alte e vuote dell'abside consentono di vedere i colori dell'alba, che vanno dal blu chiaro al giallo dorato (quindi l'orientamento architettonico della chiesa e rivolto verso est, come avveniva simbolicamente per il coro di vari edifici cristiani).

## Interpretazione
Non c'è mai stato alcun dubbio sul fatto che questo quadro corrisponda ad un impegno politico del pittore. L'uomo con l'uniforme del Lützowsches Freikorps, il sarcofago dell'umanista Ulrich von Hutten, un primo cavaliere dell'Impero, i nomi di Jahn, Stein, Arndt, Scharnhorst e Görres sono un messaggio molto chiaro nel contesto della Restaurazione dopo il congresso di Vienna del 1815. La tomba dell'umanista ormai è abbandonata fra la vegetazione che ha invaso quel che rimane del luogo dove si trovava, a simboleggiare come il ricordo di questa figura sia svanito. Bisogna aggiungere, poi, che quando l'opera venne esposta a Berlino e ad Amburgo nel 1826, il ricavato delle mostre venne destinato a beneficio dei greci che stavano combattendo la propria guerra d'indipendenza contro i turchi ottomani.

### La scultura di Fede di Agen
La scultura di Fede di Agen senza testa ha un significato simbolico forte. La martire aveva tredici anni quando, all'epoca delle persecuzioni dei cristiani sotto il regno dell'imperatore romano Massimino II Daia, si rifiutò di pregare per le divinità pagane, e pertanto venne decapitata nel 303. I nomi di Jahn, Arndt, Stein, Görres e Scharnhorst sono stati raggruppati sotto la scultura per deplorare il tradimento dei loro ideali con la Restaurazione.